# Ali Gültiken
Ali Kurtuluş Gültiken (* 27. August 1965 in Istanbul) ist ein ehemaliger türkischer Fußballspieler, -trainer, funktionär und -experte. Als Eigengewächs und durch seine langjährige Tätigkeit für Beşiktaş Istanbul wird er sehr stark mit diesem Verein assoziiert und sowohl von Vereins- als auch von Fanseiten als einer der legendärsten Spieler der Vereinsgeschichte bezeichnet. Er war ein wesentlicher Bestandteil jener Beşiktaş-Mannschaft, mit dem der Verein in der Zeit von 1985 bis 1995 fünf Mal die Türkische Meisterschaft, davon mit den Spielzeiten 1989/90, 1990/91 und 1991/92 dreimal hintereinander, holen konnte und so den türkischen Fußball dominierte. Mit seinen Sturmpartnern Feyyaz Uçar und Metin Tekin bildete er jenes als Metin-Ali-Feyyaz bezeichnete Strumtrio, welches stellvertretend für die erfolgreichste Epoche Beşiktaş' stand. Da während seiner Zeit bei Beşiktaş Istanbul mit Ali Günçar ein weiterer Ali sich im Mannschaftskader befand und dieser junger war, wurde Gültiken fortan wie damals in so einer Situation üblich als Büyük Ali (dt.: Der große Ali) bezeichnet und Günçar als Küçük Ali (dt.: Der kleine Ali). Nach einigen Trainer- und Funktionärstätigkeiten begann er schwerpunktmäßig als Fußballexperte im Fernsehen und in Printmedien zu arbeiten.

## Spielerkarriere

### Verein
Gültiken begann mit dem Vereinsfußball in der Nachwuchsabteilung des Istanbuler Amateurvereins Bakırköy Yücespor und wechselte 1982 in die Nachwuchsabteilung von Beşiktaş Istanbul. Zur Saison 1984/85 wurde er vom neuen Cheftrainer Branko Stanković in den Profikader aufgenommen und gab unter diesem sein Debüt für die 1. Mannschaft Beşiktaş' am 15. August 1984 im vorsaisonal ausgetragenen TSYD-Istanbul-Pokal in der Partie gegen den Erzrivalen Galatasaray Istanbul. Sein Verein gewann diesen Pokal und sicherte sich damit den ersten Titel der Saison 1984/85. Im weiteren Saisonverlauf wurde Gültiken immer wieder von Stanković eingesetzt und absolvierte in seiner ersten Saison 24 Pflichtspieleinsätze und erzielte dabei ein Tor. Mit seinem Verein sicherte er sich erst die Herbstmeisterschaft und wurde dann hinter dem Erzrivalen Fenerbahçe Istanbul punktgleich und nur aufgrund des schlechteren Torverhältnisses Vizemeister. Im Laufe der Saison 1985/86 stieg Gültiken zum Stammspieler auf und wurde ein wichtiger Teil der Mannschaft. Seine Mannschaft lieferte sich ab dem 14. Spieltag mit Galatasaray ein Kopf-an-Kopf-Rennen um die Meisterschaft. Nachdem im 18. und 20. Spieltag die Tabellenführung kurzzeitig übernommen wurde, blieb der Klub bis zum 33. Spieltag hinter Galatasaray Tabellenzweiter und löste diesen am 33. Spieltag ab. Die verbleibenden Spieltage behielt Beşiktaş aufgrund des besseren Torverhältnisses die Tabellenführung gegenüber Galatasaray und beendete die Saison als Meister. In dieser Saison wurde Gültiken mit Beşiktaş auch Präsidenten-Pokal- und Marinepokalsieger. Gültiken wurde in den ersten zwei Spielzeiten von Stanković eher im Mittelfeld und zeitweise als Linksverteidiger eingesetzt. Im Sommer 1986 verließ Stanković Beşiktaş und wurde durch seinen Landsmann Miloš Milutinović ersetzt. Auch unter diesem Trainer behielt Gültiken seinen Stammplatz und spielte wieder mit seiner Mannschaft um die türkische Meisterschaft mit. In dieser Saison hatte er mit seiner Mannschaft das Nachsehen gegenüber Galatasaray und wurde hinter diesem Vizemeister.
Zur Saison 1987/88 wurde Milutinović durch den Engländer Gordon Milne ersetzt, jenem Trainer unter dem Beşiktaş die erfolgreichste Zeit der Vereinsgeschichte und Gültiken seinen endgültigen Karrieredurchbruch erleben sollte. Milne setzte Gültiken im Sturm ein und ließ ihn zum ersten Mal im Strumtrio mit Feyyaz Uçar und Metin Tekin spielen. Gültiken überzeugte in dieser neuen Rolle sofort und erzielte bis zum Saisonende 30 Ligatore und wurde damit hinter dem Torschützenkönig Tanju Çolak zweiter der Torjägerliste der Saison. Mit seinen beiden Sturmpartnern erzielte er zusammen an die 50 Ligatore und bildete damit eines der erfolgreichsten Offensivgespanne der Liga. Seine Mannschaft beendete die Saison erneut hinter Galatasaray als Vizemeister. In dieser Saison stieg Gültiken auch zum türkischen A-Nationalspieler auf. In der Saison 1988/89 tauschte er mit Feyyaz Uçar die Sturmpositionen aus. Während Gültekin in der letzten Saison als Mittelstürmer spielte, begann er mit dieser Saison als Linksaußen zu spielen, während Uçar fortan als Mittelstürmer spielte. Nachdem diese Saison wieder mit der Vizemeisterschaft abgeschlossen wurde, erreichte die Mannschaft in der Saison 1989/90 die erhoffte Meisterschaft. Gültiken steuerte zu diesem Erfolg 17 Ligatore und etliche Torvorlagen bei. U. a. wurde sein Zusammenspiel mit Uçar und Tekin von der Fachpresse hervorgehoben und als eines der wichtigsten Gründe für die Meisterschaft genannt. Mit dieser Konstellation sicherte sich die Mannschaft auch in den nachfolgenden zwei Spielzeiten die Meisterschaft und wurde damit nach Galatasaray und Trabzonspor der dritte Verein der drei Mal in Folge türkischer Meister werden konnte. Diese Mannschaft holte in der Saison 1989/90 auch den Türkischen Pokal und sicherte damit den ersten türkischen Double-Sieg der Vereinsgeschichte. Da der türkische Pokal auch in der Saison 1988/89 geholt wurde, erreichte der Verein mit dem Pokalsieg der Saison 1989/90 auch die erste Titelverteidigung der Vereinsgeschichte in diesem Wettbewerb.
Gültikens Karriere nahm mit der Ligapartie vom 9. Mai 1992 gegen den Erzrivalen Galatasaray eine dramatische Wendung. In dieser entscheidenden Partie erzielte Gültiken in der 55. Minute das Ausgleichstor zum 3:3-Zwischenstand für seine Mannschaft. In der 70. Minute verletzte er sich dermaßen stark, dass er ausgewechselt wurde. Seine Mannschaft siegte mit 4:3 und wurde zum dritten Mal in der Folge Meister. Gültikens Verletzung entpuppte sich schwerwiegender als am Anfang gedacht. So dauerte die Genesung fast ein Jahr lang. Er nahm mit dem Einsatz in der Ligapartie vom 9. Mai 1993 gegen Fenerbahçe exakt ein Jahr nach seiner Verletzung wieder am Spielbetrieb teil. Von dieser Verletzung erholte sich Gültiken nie wirklich und schaffte es nicht mehr, an seine alte Form anzuknüpfen. So wurde er von den neuen Stürmern wie Oktay Derelioğlu, Ertuğrul Sağlam, Sertan Eser aus der Stammformation gedrängt und kam nur als Ergänzungsspieler zu Einsätzen. Obwohl er in der Saison 1994/95 in 15 Ligaspielen vier Tore erzielte und zur gewonnenen Meisterschaft beitrug, wurde er am Saisonende vom Cheftrainer Christoph Daum auf die Verkaufsliste gesetzt.
Nachdem er zuletzt bei Beşiktaş eher ein Reservistendasein gefristet hatte, verließ er im Sommer 1995 Beşiktaş und wechselte zum Ligarivalen Kayserispor. Für diesen Verein spielte er eine Spielzeit lang, ohne sich dabei durchsetzten zu können, und beendete am Saisonende mit 31 Jahren seine Karriere.

### Nationalmannschaft
Gültiken begann seine Nationalmannschaftskarriere 1983 mit einem Einsatz für die türkische U-18-Nationalmannschaft. Nach einem Jahr und 14 weiteren Einsätzen für die türkische U-18 begann Gültiken ab dem September 1984 für die Türkischen U-21-Nationalmannschaft aufzulaufen. Parallel zu seiner Tätigkeit bei der türkischen U-21 begann Gültiken ab 1986 für die türkische Olympiaauswahl zu spielen.
Im Oktober 1987 wurde er von Mustafa Denizli im Rahmen eines Qualifikationsspiels der EM 1988 gegen die Englische Nationalmannschaft zum ersten Mal für das Aufgebot der türkischen Nationalmannschaft nominiert und gab in dieser Begegnung sein A-Länderspieldebüt. Diese Partie wurde mit 0:8 verloren und ging als eines der herbsten Niederlagen der Verbandsgeschichte in die Annalen ein. Bis zum Sommer 1991 absolvierte sechs weitere Einsätze für die Nationalmannschaft. Sein letztes A-Länderspiel bestritt Gültiken im Juli 1991 in der Partie gegen die Färöische Nationalmannschaft.

## Trainer- und Funktionärskarriere
Gültiken übernahm im Juli 1999 den Zweitligisten Mersin İdman Yurdu als Cheftrainer und begann mit diesem Einsatz seine Trainerkarriere. Bereits nach zwei Spieltagen verließ er diesen Verein wieder. Nachdem er bis zur Rückrunde der Spielzeit 1999/00 ohne Tätigkeit geblieben war, wurde er als Trainer von Hatayspor vorgestellt und betreute diesen Klub bis zum Saisonende.
Ab dem Frühjahr 2001 begann er als Co-Trainer von Rasim Kara zu arbeiten und begleitete diesen während seiner Stationen bei Erzurumspor und Yozgatspor. Später begann er für Mustafa Denizli als Co-Trainer zu arbeiten und betreute mit diesem zusammen Manisaspor und den iranischen Verein Pas Teheran.
Im Sommer 2006 wurde er bei seinem früheren Verein Beşiktaş Istanbul als neuer Manager eingestellt und war eine Spielzeit in dieser Funktion tätig. Am Saisonende trat er von seinem Amt zurück. Im Sommer 2009 begann er bei Göztepe Izmir als Manager zu arbeiten und blieb in dieser Tätigkeit bis zur Rückrunde der Saison 2011/12. Anschließend trat er auch bei Göztepe von seinem Amt zurück.
Gültiken der bereits in den Zwischenzeiten seiner Trainer- und Managertätigkeiten als Fußball-Experte in TV- und den Printmedien gearbeitet hatte, begann nach seiner Tätigkeit bei Göztepe ausschließlich in dieser Branche zu arbeiten.

## Erfolge
Mit Beşiktaş Istanbul
- Türkischer Meister (5): 1985/86, 1989/90, 1990/91, 1991/92, 1994/95
- Türkischer Pokalsieger (3): 1988/89, 1989/90, 1993/94
- Präsidenten-Pokalsieger (2): 1985/86, 1988/89
- Premierminister-Pokalsieger: 1987/88
- TSYD-Istanbul-Pokalsieger (4): 1984/85, 1989/90, 1990/91, 1993/94
- Marinepokalsieger: 1985/86